# Пунгул
Пунгул — река в России, протекает в Харовском районе Вологодской области. Устье реки находится в 17 км по правому берегу реки Катрома. Длина реки составляет 14 км.
Пунгул вытекает из небольшого озера Мухинское в 4 км к югу от села Арзубиха, центра сельского поселения Слободское. Течёт по ненаселённому лесу на северо-восток, крупных притоков нет. Впадает в Катрому между деревнями Перекс и Дягилево.

## Данные водного реестра
По данным государственного водного реестра России относится к Двинско-Печорскому бассейновому округу, водохозяйственный участок реки — озеро Кубенское и реки Сухона от истока до Кубенского гидроузла, речной подбассейн реки — Сухона. Речной бассейн реки — Северная Двина.
По данным геоинформационной системы водохозяйственного районирования территории РФ, подготовленной Федеральным агентством водных ресурсов:
- Код водного объекта в государственном водном реестре — 03020100112103000005634
- Код по гидрологической изученности (ГИ) — 103000563
- Код бассейна — 03.02.01.001
- Номер тома по ГИ — 03
- Выпуск по ГИ — 0